# Иван Бобев
Иван Желязков Бобев е български офицер (подпоручик), герой от Сръбско-българската война (1885).

## Биография
Иван Бобев е роден на 2 юли 1860 г. в село Саръгьол, Тулчанско. През 1883 г. завършва Военното училище в София (четвърти випуск), произведен е в чин подпоручик и зачислен в 23-та пехотна силистренска дружина.
През Сръбско-българската война в 1885 година е командир на 11-а рота от 5-и Дунавски пехотен полк при Битката при Сливница. Участва в боя при Врабча състоял се 3 ноември. При атаката на Три уши, състояла се на 7 ноември, достига с ротата си втората чука, където пада убит.
Погребан е до стената на църквата „Св. св. Кирил и Методий“ град Сливница, днес двор на началното училище, заедно с капитан Васил Данаджиев.